# Büenfeld
 Büenfeld ist ein Ortsteil der Gemeinde Eslohe im nordrhein-westfälischen Hochsauerlandkreis. Mitte 2023 hatte der Ort 44 Einwohner.

## Geographie
Die Ortschaft liegt etwa 2,5 km nördlich von Reiste im Naturpark Sauerland-Rothaargebirge. Nachbarorte sind Büemke, Erflinghausen, Friedrichstal, Nichtinghausen, Reiste und Schüren. Durch den Ort führt die Landesstraße L 914. Das Büenfelder Siepen entspringt im Ort.

## Geschichte
Im 14. Jahrhundert gehörte die Hufe in Büenfeld, damals „Budenvelde“ bzw. „op dem Boydenvelde“; mit den Fronhöfen zum Bestand des Stiftes Meschede. Frühe Anhaltspunkte über die Größe des Ortes ergeben sich aus einem Schatzungsregister (dieses diente der Erhebung von Steuern) für das Jahr 1543. Demnach gab es in „Boenfeldt“ drei Schatzungspflichtige; die Zahl dürfte mit den damals vorhandenen Höfen bzw. Häusern übereingestimmt haben. Der Ort gehörte bis Ende 1974 zur eigenständigen Gemeinde Reiste im Amt Eslohe.
Seit dem 1. Januar 1975 ist Büenfeld durch das Sauerland/Paderborn-Gesetz (§ 11) ein Ortsteil der erweiterten Gemeinde Eslohe. Die denkmalgeschützte Kapelle Maria Heimsuchung wurde am 20. September 1984 in die Liste der Baudenkmäler in Eslohe eingetragen.